# NGC 3489

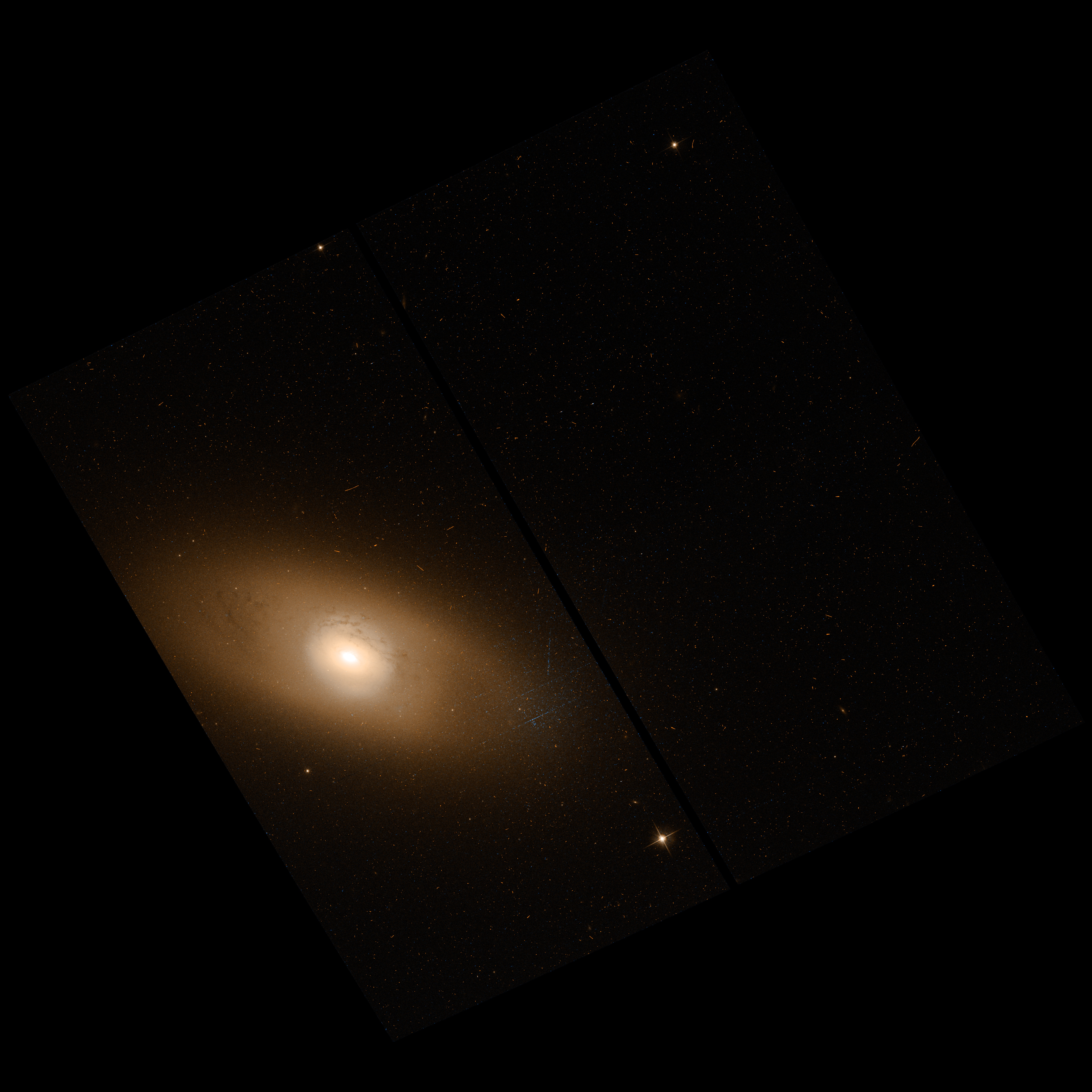
Hình ảnh NGC 3489 được chụp bởi kính viễn vọng Hubble

NGC 3489 là tên của một thiên hà hình hạt đậu nằm trong chòm sao Sư Tử. Khoảng cách của nó khi tính từ Trái Đất là xấp xỉ 30 triệu năm ánh sáng và kích thước biểu kiến của nó là khoảng 30000 năm ánh sáng. Ngày 8 tháng 4 năm 1784, nhà thiên văn học người Anh gốc Đức William Herschel phát hiện. NGC 3489 là thành viên trong nhóm M96.
Thành chắn của thiên hà này thì mờ nhạt, có thể nhìn thấy được nó dọc theo cái trục nhỏ của thiên và điểm phình nhỏ của nó. Tuổi của những ngôi sao của nó thì giống như một con dốc với những ngôi sao trẻ thì nằm ở gần lõi, càng xa lõi thì những ngôi sao càng ngày càng già hơn. Khi quan sát thiên hà này với dãy Balmer, NGC 3489 đã cho thấy những ngôi sao trẻ với tuổi ước tính là 1,7 giga năm.
Mặc dù đã trải qua giai đoạn hình thành sao mới với tỉ lệ cực kì cao, tâm thiên hà vẫn còn có những đám mây phân tử, đủ để dẫn đến sự hình thành sao mới. Trong vùng trung tâm của thiên hà NGC 3489, các nhà nghiên cứu đã quan sát là có bụi với mô hình xoắn ốc mở. NGC 3489 có cấu trúc vòng ngoài.
Bên cạnh đó, thiên hà này có một nhân thiên hà hoạt động. Nó xem là một vật thể trong giai đoạn chuyển tiếp do nó được phân loại là thiên hà Seyfert loại 2 hoặc là do độ phát ra của nó nằm giữa mức phát ra của H II và vùng phát xạ hạt nhân ion hóa thấp.

## Dữ liệu hiện tại
Theo như quan sát, đây là thiên hà nằm trong chòm sao Sư tử và dưới đây là một số dữ liệu khác:
Xích kinh 11h 00m 18.6s
Độ nghiêng +13° 54′ 04″
Giá trị dịch chuyển đỏ 0.002258 ± 0.000006 
Vận tốc xuyên tâm 677 ± 2 km/s
Cấp sao biểu kiến 10.2 
Kích thước biểu kiến 3′.5 × 2′.0
Loại thiên hà SAB(rs)0+ 